# Клосинский, Себастьян
Себастьян Клосинский (пол. Sebastian Kłosiński; род. 4 августа 1992 года, Польша) — польский конькобежец. Специализируется на дистанции 1000 метров.
В 2015 году принимал участие в Кубке мира по конькобежному спорту в дистанции 1000 метров заняв 54-е место. В 2016 году на этом же Кубке мира в дистанции 1000 метров пришел 68-м, в дистанции 1500 метров — 50-м.
На Чемпионате мира по конькобежному спорту в спринтерском многоборье 2017 в дистанции 1000 метров занял 22-е место.

## Личные рекорды
| Дистанция | Дата            | Арена              | Время   |
| --------- | --------------- | ------------------ | ------- |
| 500м      | 3 декабря 2017  | Калгари            | 34,94   |
| 1000м     | 9 декабря 2017  | Солт-Лейк-Сити     | 1.08,48 |
| 1500м     | 9 декабря 2017  | Солт-Лейк-Сити     | 1.44,96 |
| 3000м     | 11 октября 2014 | Инцелль            | 4.03,20 |
| 5000м     | 30 декабря 2015 | Томашув-Мазовецкий | 7.38.59 |